# Fidelidade
Fidelidade (do latim fidelitas pelo latim vulgar fidelitate) é o atributo ou a qualidade de quem ou do que é fiel (do latim fidelis), para significar quem ou o que conserva, mantém ou preserva suas características originais, ou quem ou o que mantém-se fiel à referência.
Fidelidade implica confiança e vice-versa, e essa relação de implicação mútua aplica-se quer entre dois ou mais indivíduos, quer entre determinado sujeito e o objeto sob sua consideração, que, a seu turno, também pode ser abstrato ou concreto. Essa co-significação originária mostra-se plena quando se trata de dois sujeitos, ambos com capacidade ativa, pois, nesse caso se pode invocar o correlato confiança (do latim cum, "com" e fides, "fé").
A despeito de suas raízes históricas e sua significação originária em conotação religiosa (atualmente ainda válida), a ideia de fidelidade não se lhe prende mais exclusivamente. É comumente aplicada tanto a pessoas quanto a outros entes, animados e inanimados, concretos, abstratos ou mesmo imaginários, desde que observado o seu núcleo de significação, "ser ou permanecer conforme as características originais". Nessa acepção, pode-se dizer que se assemelha à ideia de invariância, embora não sejam necessariamente o mesmo conceito. Conservar quer dizer manter; preservar, por seu turno, quer dizer prevenir para que não haja alteração.
O termo fidelidade pode ser empregado para se referir a qualquer uma das áreas ou dos assuntos a seguir:

## Relação conjugal
Fidelidade conjugal é a manifestação da fidelidade no domínio de uma relação conjugal — qualquer que seja a sua natureza em figuras ou em papéis de gênero — que pode ser recíproca, mutuamente acordada e assentida, ou unilateral, acordada ou não. Implica necessariamente mútua confiança, aceita esta e considerada como a base da estabilidade relacional. Sem dúvida, existe um equívoco generalizado no identificar fidelidade com sexualidade. Conquanto possa envolver também o aspecto sexualidade relacional, que é o mais usual, não se lhe prende exclusivamente, todavia, dado que há acordos de fidelidade que prescindem da vivência ou até da ideia de sexualidade, esta, per se, também ampla por demais em sua significação.

## Cultura
Fidelidade é o atributo, com mesma significação originária, que implica manutenção de padrões ou referências no âmbito de uma dada cultura, a determinadas ideias, conquanto a manutenção possa sofrer transformações sob o influxo da dinâmica cultural.

## Eletrônica
Fidelidade, na tecnologia e nas comunicações eletrônicas, pode se designar a qualidade dos sons ou imagens. Assim, fala-se em aparelho de som de alta fidelidade (do inglês High Fidelity, abreviado como Hi-Fi), onde a "fidelidade" estaria se referindo à busca por um som tão igual ou semelhante ao original quanto possível. De modo semelhante, pode-se descrever uma imagem como sendo de alta fidelidade.

## Escrita e tradução
Fidelidade é a propriedade que consiste em manter ou preservar as características originais de um escrito, texto ou obra, quer no aspecto puramente gráfico, quer no aspecto puramente ideológico, ou em ambos os aspectos.

## Física

### Estática
Fidelidade é a propriedade das balanças que assumem sempre a mesma posição quando solicitadas pelas mesmas forças.

### Física quântica
Fidelidade, na teoria de informação quântica, se refere à fidelidade dos estados quânticos.

## Informática
Fidelidade tem significado análogo ao aplicado em eletrônica, sendo mensurável por meio de indicadores digitais, e reflete a medida da integridade de dados e informações, no sentido de conformidade com o original.

## Mercado
Fidelidade é o vínculo que prende o cliente ao provedor (fornecedor, vendedor etc.), durante determinado tempo, segundo bem definidas cláusulas e condições contratuais, usualmente em benefício unilateral do provedor. Pode se referir também à técnica de mercado, em promoção de vendas, que visa assegurar a permanência do cliente sob uma relação contratual durante um certo período.

## Música
Fidelidade pode ser a qualidade de manutenção ou preservação das características originais de determinada obra ou peça no todo, ou até mesmo de elemento mínimo seu integrante, ou a propriedade ou qualidade de um instrumento musical em se manter conforme as suas características originais ou sua perfeita e exata afinação.

## Política
Fidelidade é o atributo ou qualidade que determina um vínculo entre afiliado e partido político, entre partidos, no interesse mútuo, ou entre eleitor e candidato. O forte defensor da fidelidade recebe o nome de lealista.

## Química
Fidelidade, em Química, emprega-se conotativamente para significar afinidade, quer seja em termos de eletronegatividades, quer de solubilidades seletivas, quer de decaimento ou transmutação radioativos, entre outros.

## Religião
Fidelidade é tanto a qualidade de permanência do fiel em relação à sua base doutrinária, quanto à permanência de um comportamento ou conduta em conformidade com o prescrito. Nesse sentido, o seu antônimo poderia ser, lato sensu, adultério ou idolatria.

## Conexão originária
Como quer que seja, percebe-se que todas as acepções, todas as conotações ligam-se entre si por um vínculo comum, o da conformidade com um modelo ou uma situação original.
Portanto, "não há conexão necessária entre o significado de fidelidade e a sua — sem a mínima dúvida, legítima — conotação conjugal/convivencial/sexual, embora seja frequente essa primeira inferência presumida ao se falar do assunto. Há, tão-somente, conexão originária — e tal conexão é importante para que se preserve a compreensão do corpo conceitual mais amplo.